# Dysodiopsis
Dysodiopsis é um género botânico pertencente à família Asteraceae.